# 小野明日香
小野 明日香（おの あすか、1993年4月26日 - ）は、日本の女優、ファッションモデルである。茨城県出身。ハーキュリーズ所属。

## 略歴
千葉県のららぽーとTOKYO-BAYでスカウトされ、芸能界入りを果たす。
2006年8月号からローティーン向けファッション雑誌『ニコラ』（新潮社）の専属モデル（ニコモ）として活動していた。
2011年、前所属事務所JVCエンタテインメントの解散に伴い現在の事務所に移籍。

## 人物
今の夢は連続テレビドラマで主演する事。「願いがひとつ叶うなら?」と言う質問に、「連続ドラマの主役を演じたい。」と答えた。目標は、松嶋菜々子のような演技の上手い女優になる事。

## 出演

### 映画
- 親指さがし（2006年8月26日、ザナドゥー） - 田所由美子 役
- STAY（2007年9月7日、ギャガ）
- 君に届け（2010年9月25日、東宝）
- 怪物くん（2011年11月26日、東宝）

### テレビドラマ
- ボイスレコーダー〜残された声の記録〜 ジャンボ機墜落20年目の真実（2005年8月12日、TBS） - 高濱明子 役
- 約束　(2006年、ネットシネマ.tv)
- しにがみのバラッド。 第6話（2007年2月12日、テレビ東京） - 広日向アズリ 役
- 仮面ライダー電王 第11話 - 第12話（2007年4月8日 - 15日、テレビ朝日） - 小林カスミ 役
- 江原啓之への質問状〜永遠の記憶〜（2007年5月27日、WOWOW）
- はだしのゲン（2007年8月10日 - 11日、フジテレビ） - 中岡英子 役
- 女刑事みずき〜京都洛西署物語〜 Season2 第10話（2007年9月6日、テレビ朝日） - 戸梶恵 役
- 炎神戦隊ゴーオンジャー 第13話（2008年5月11日、テレビ朝日） - ぷーこりん 役
- パーフェクト・ブルー（2010年2月7日、WOWOW） - 蓮見糸子 役
- 警視庁失踪人捜査課 第5話（2010年5月14日、朝日放送 / テレビ朝日）
- 明日の光をつかめ2 第2・5・13・最終話（2011年7月5日・8日・20日・9月2日、東海テレビ） - 川上美咲 役
- ブルドクター 第1話 - 第3話（2011年7月6日 - 20日、日本テレビ）
- 罪と罰 A Falsified Romance（2012年4月29日 - 6月3日、WOWOW） - 島津里沙 役
- 黒の女教師（2012年7月20日 - 9月21日、TBS） - 小野千夏 役
- 最高の離婚 第3話（2012年1月24日、フジテレビ） - 芽衣 役
- 母。わが子へ（2013年3月31日、MBS）
- 大河ドラマ 八重の桜 第38話 - 第44話（2013年9月22日 - 11月3日、NHK）
- 月曜ゴールデン 遺品整理人 谷崎藍子4（2014年1月20日、MBS / TBS） - 小久保敏江（青年期） 役

### オリジナルビデオ
- こっくりさん 日本版（2005年、クロックワークス）
- 死刑確定 II・III（2005年、東映ビデオ） - 武藤美咲 役

### Web
- 大切な約束（2005年7月、GyaO / Yahoo! 動画）

### CM
- バンダイ Yes!プリキュア5GoGo! 「変身ケータイ!キュアモ」（2008年 - ）
- 小林製薬 アイボン（2011年8月 - ）

### PV
- TOKIO 「自分のために」（2004年11月17日）

### 雑誌
- ニコラ（2006年8月号 - 、新潮社） - 専属モデル

## 作品

### DVD
- Little☆Actress（2005年、ビーエムドットスリー）